# (236) Honoria
(236) Honoria es un asteroide perteneciente al cinturón de asteroides descubierto el 26 de abril de 1884 por Johann Palisa desde el observatorio de Viena, Austria.
Ha sido nombrada probablemente por la diosa que personifica el honor (Honos), adorada en Roma.